# Хмеленец
Хмелене́ц (бел. Хмелянец) — деревня в Довском сельсовете Рогачёвского района Гомельской области Беларуси.

## География

### Расположение
В 27 км на северо-восток от районного центра и железнодорожной станции Рогачёв (на линии Могилёв — Жлобин), 90 км от Гомеля.

### Гидрография
На западе небольшое водохранилище.

## Транспортная сеть
Рядом автодорога Рогачёв — Довск. Планировка состоит из прямолинейной меридиональной улицы, к которой на севере присоединяется короткая прямолинейная улица с широтной ориентацией. Застройка двусторонняя, деревянная, усадебного типа.

## История
Обнаруженное археологами городище милоградской и зарубинецкой культур VII века до н. э. — I века н. э. (в 0,3 км на запад от деревни, в урочище Городок) свидетельствует о заселении этих мест с давних времён.
По письменным источникам известна с XIX века как фольварк в Довской волости Рогачёвского уезда Могилёвской губернии. C 1880 года владение помещика подпоручика Александра Николаевича Клочкова (по купчей), у которого в 1882 году в этом имении было 1641 десятина земли. В 1909 году фольварк, 585+3⁄4 десятин земли, владение А. М. Клочкова (по наследству).
В начале 1920-х годов в фольварке был создан колхоз «Объединение». В 1930 году организован колхоз «Интернационал», работала паровая мельница. Во время Великой Отечественной войны 13 жителей погибли на фронте. Согласно переписи 1959 года в составе экспериментальной базы «Довск» (центр — деревня Довск).

## Население
- 1909 год — 2 двора, 10 жителей;
- 1959 год — 184 жителя (согласно переписи);
- 2004 год — 34 хозяйства, 75 жителей;
- 2019 год — 25 хозяйств, 47 жителей[2].